# Malledevanahalli, Chamarajanagar
Malledevanahalli là một làng thuộc tehsil Chamarajanagar, huyện Chamarajanagar, bang Karnataka, Ấn Độ.